# Grand Cul-de-Sac (Saint-Barthélemy)
Grand Cul-de-Sac est un quartier de Saint-Barthélemy dans les Caraïbes. Il est situé dans la partie nord-est de l'île entre Barrière des Quatre Vents, Vitet et Devet, à 5 km de Gustavia.
L'anse de Grand Cul-de-Sac est un petit lagon aux eaux turquoises peu profondes et limpides, peuplées de petits poissons multicolores. C'est un spot propice aux activités nautiques. L'anse est bordée par des restaurants et trois hôtels de grand luxe, le Guanahani, le Séréno et le Barthélemy.
La plage se trouve le long de cette baie protégée et calme. C'est un paradis pour la baignade à toute heure du jour et pour tous ceux qui pratiquent la planche à voile et le kite surf. Une école dédiée à ces sports de glisse est installée sur place. Peu fréquentée par les bateaux, la plage de Grand Cul-de-Sac est ainsi parfaite pour les enfants qui y sont en sécurité et ravis de voir les pélicans plonger près d'eux.
L'étang de Grand Cul-de-Sac est quant-à-lui réservé à la reproduction des oiseaux et des crabes.